# 中埔里 (高雄市)
中埔里位於臺灣高雄市內門區，得名自境內最繁盛的聚落中埔。其東邊與觀亭里隔著尾厝溝，南邊與瑞山里隔著二仁溪，西南則是內東里，西邊則與臺南市龍崎區隔著烏山，北邊則以烏山坑溪與光興里相鄰。

## 聚落莊名
- 中埔：北邊與中埔頭隔著洗衫埤，東邊與南邊隔著尾厝溝分別與觀亭、埔尾相鄰，西邊與衙門口之間則隔著衙門口溝[2]。該地在清朝時已是商店聚集的街市，因位於平原中央而稱中埔街[2]。
- 尾厝：位在中埔南邊，為中埔街的尾端，其名指清朝游貢生的宅邸，因該宅邸為中埔尾最南邊的一棟房屋[2]。
- 埤仔墘：位在中埔西南，衙門口東邊，因地形中央低下，周圍為階地而被稱為埤仔墘[2]。又一說此地在乾隆時期有劉姓家族入居，於此地開闢數個大埤，而聚落因在埤旁而稱埤仔墘[3]。今為該里第2鄰的一部份[3]。
- 衙門口：位於該里西南，西鄰內東里，其名稱由來一說是日治時期在尾厝北邊設有官署，而該官署坐東朝西，此地在其門前而命名[2]，但是內門紫竹寺的義民牌已有此庄名稱出現，故可推該庄在道光十二年（1832年）前已存在，名稱應與雍正九年（1731年）所設的羅漢門縣丞署有關；為該里第7、8鄰[4]。
- 煙墩鑛：名稱由來是清朝時為連絡今臺南市一帶而設的烽火臺[2]。
- 大埤墘：為該里第6鄰，因清初最早來此的蕭姓家族定居於位在中埔頭與木柵內之間的大埤塘溪南側，故名[5]。蕭氏家族為此地最主要的家族[5]，後來因人口日增而分居於光興里的石車[2]。
- 木柵內：即該里第5鄰[6]，據說過去郭姓先民為防盜賊侵襲而在住居周圍以木樁為牆，因此而命名[2]。另一說則是當地與中埔及埤仔墘相連，在清代曾建木柵環繞而命名[6]。
- 大板橋：指架設於中埔與觀亭之間的尾厝溝上的橋樑，因過去尾厝溝不寬，僅以一塊大木板架成而命名，後來該橋改建成今天的大華橋[2]。
- 小烏山：位於該里西邊，為中埔與內東之界線，因眺望該山終年烏黑，而其後又有一座更大的烏山而命名為小烏山[2]。早期此地又稱烏山腳，約為第9、12等鄰[7]。
- 三伯坪：位於大竹圍以西，小烏山北邊[2]，地名由來與乾嘉之際最早來此定居的福建泉州府安溪縣芋頭水尾人郭三伯有關，原本是指其住居周圍的平地，後來擴大指稱周圍的散村，為該里第13鄰[8]。而木柵內的郭姓宗族即從此地分支出來[2]。
- 大竹圍：位在小烏山北邊，為該里第10鄰[9]。其名稱由來是過去先民在住宅四周種植刺竹以自保的關係[2]。
- 大溝：位於小烏山與大埤墘之間，因該地南邊有一條名為後壁溝的大溝而命名。清初居有湯姓家族，後分支出內門里三崁店的湯姓宗族[2]。該地地形為尾厝溝與後壁溝沖積而成的小沖積扇扇央，田園往西北如梯田般逐漸升高，為該里第11鄰[10]。

## 宗教信仰
- 小烏山北天宮：主祀天上聖母、中壇元帥[1]。
- 龍角寺：主祀天上聖母、[1]。